# Tri-n-butyl-phosphat
Tri-n-butyl-phosphat (meist kurz Tributylphosphat, TBP oder TNBP genannt) ist ein Phosphorsäureester, der beispielsweise als Entschäumer in der Textil- und Papierindustrie, als Entschäumer für Betonverflüssiger oder als Extraktionsmittel bei der Wiederaufarbeitung abgebrannter Brennelemente eingesetzt wird.

## Gewinnung und Darstellung
Tributylphosphat kann durch Reaktion von n-Butanol mit Phosphoroxytrichlorid dargestellt werden. Alternativ kann es auch aus weißem Phosphor und Butan-1-ol in Gegenwart von Oxidationskatalysatoren oder durch Oxidation von Tributylphosphit erzeugt werden.

## Eigenschaften
Tributylphosphat ist eine unter Normalbedingungen (1013 mbar und 20 °C) farblose und nahezu geruchlose Flüssigkeit. Weitere Eigenschaften sind:
- sehr schwer entzündlich (Flammpunkt 146 °C)[2]
- sehr schwer löslich in Wasser
- wenig flüchtig
- Dämpfe viel schwerer als Luft

Die Verbindung geht exotherme Reaktionen mit starken Oxidationsmitteln in Gegenwart von Säuren, Basen, trockenem Chlorwasserstoff, Phosphorylchlorid sowie Phenol ein. Mit Wasser tritt in der Hitze Hydrolyse ein.

## Verwendung
Tributylphosphat wird als Entschäumer in der Textil- und Papierindustrie, Flammschutzmittel in Hydraulikflüssigkeiten, als Entschäumer für Betonverflüssiger oder als Extraktionsmittel bei der Wiederaufarbeitung abgebrannter Brennelemente, der Chromatographie und der Gewinnung seltener Metalle eingesetzt. Sussanna Karpatschowa benutzte TBP erstmals für die Uran-Extraktion. Es dient auch als Weichmacher für Celluloid, Nitrocelluloselacke und Kunststoffe. Des Weiteren findet es bei dem Solvent-Detergent-Verfahren (S/D-Verfahren) zur Virusinaktivierung von Blutplasmapräparaten Anwendung, wo es gemeinsam mit einem Tensid die Lipidhülle von behüllten Viren auflöst und diese damit inaktiviert.

## Risikobewertung
Tri-n-butyl-phosphat wurde 2012 von der EU gemäß der Verordnung (EG) Nr. 1907/2006 (REACH) im Rahmen der Stoffbewertung in den fortlaufenden Aktionsplan der Gemeinschaft (CoRAP) aufgenommen. Hierbei werden die Auswirkungen des Stoffs auf die menschliche Gesundheit bzw. die Umwelt neu bewertet und ggf. Folgemaßnahmen eingeleitet. Ursächlich für die Aufnahme von Tri-n-butyl-phosphat waren die Besorgnisse bezüglich der Einstufung als CMR-Stoff, hoher (aggregierter) Tonnage, anderer gefahrenbezogener Bedenken und weit verbreiteter Verwendung. Die Neubewertung fand ab 2012 statt und wurde von Ungarn durchgeführt. Anschließend wurde ein Abschlussbericht veröffentlicht.